# آلاء
آلاء یک مؤسسه غیر تجاری و دانش‌بنیان آموزشی برخط در ایران است که با هدف توسعهٔ عدالت آموزشی ایجاد شده و فعالیت خود را رسماً در سال ۱۳۹۲ آغاز کرده‌است. 
این مؤسسه هفتم بهمن سال ۱۳۹۸، مجوز رسانه صوت و تصویری فراگیر را از صدا و سیما ایران دریافت نمود.

## تاریخچه
آلاء در سال ۱۳۹۲ فیلم آموزشی کلاس‌های درس سال آخر رشته‌های ریاضی و تجربی دبیرستان دانشگاه صنعتی شریف را برای دانلود رایگان در وبگاه خود قرار داد.
در سال ۱۳۹۳ فیلم‌های آموزشی مقطع سوم دبیرستان نیز به آلاء اضافه شد و آموزش مقطع چهارم دبیرستان به دو سطح «متوسط به پایین» و «متوسط به بالا» تفکیک شد.
آلاء در سال ۱۳۹۴ بخش جمع‌بندی‌ها و همایش‌های کنکوری را اضافه کرد و برنامه‌ریزی برای ورود به عرصهٔ دانشگاهی و افزودن درس‌های سال‌های دهم و یازدهم و دوازدهم دبیرستان در نظام آموزشی جدید را آغاز نمود.
در ۱۹ بهمن ماه ۱۳۹۸ آلاء عضو شرکت دانش‌بنیان با مرتبهٔ نوپای نوع ۱ شد
در اسفند ماه ۱۳۹۸ همزمان با تعطیلی مدارس در ایران به دلیل شیوع کروناویروس، سایت آلاء از طرف وزارت آموزش و پرورش ایران برای ارائه کلاس‌های غیرحضوری و مجازی معرفی گردید.
در اواسط مهر ماه ۱۳۹۹، مطالب درسی دوره متوسطه اول نظام آموزشی جدید را تحت پوشش خود قرار داد.
در آذرماه ۱۳۹۹ جهت تأمین بخشی از هزینه‌های خدماتی رایگان خود، از یک شتاب‌دهنده استارت‌آپ خطر پذیر با نام "حرکت اول" جذب سرمایه کرد.
این سایت همچنین یک اپ با همین نام، "آلاء" ارائه کرده است و محتوای آموزشی خود را به طور رایگان در اختیار کاربرانش قرار میدهد.

## هزینه و سرمایه
استفاده از آلاء رایگان بوده و خدمات اصلی آموزشی رایگان در آن ارائه می‌شود. هزینه‌های آلاء از طریق کمک‌های بلاعوض مردمی و بعضی شرکت‌ها تأمین می‌گردد. بخشی از هزینه‌های این مؤسسه نیز با فروش برخی مجموعه‌ها نظیر همایش‌های جمع‌بندی، راه ابریشم، تفتان و … تأمین می‌شود.

## ریبرندینگ آلاء

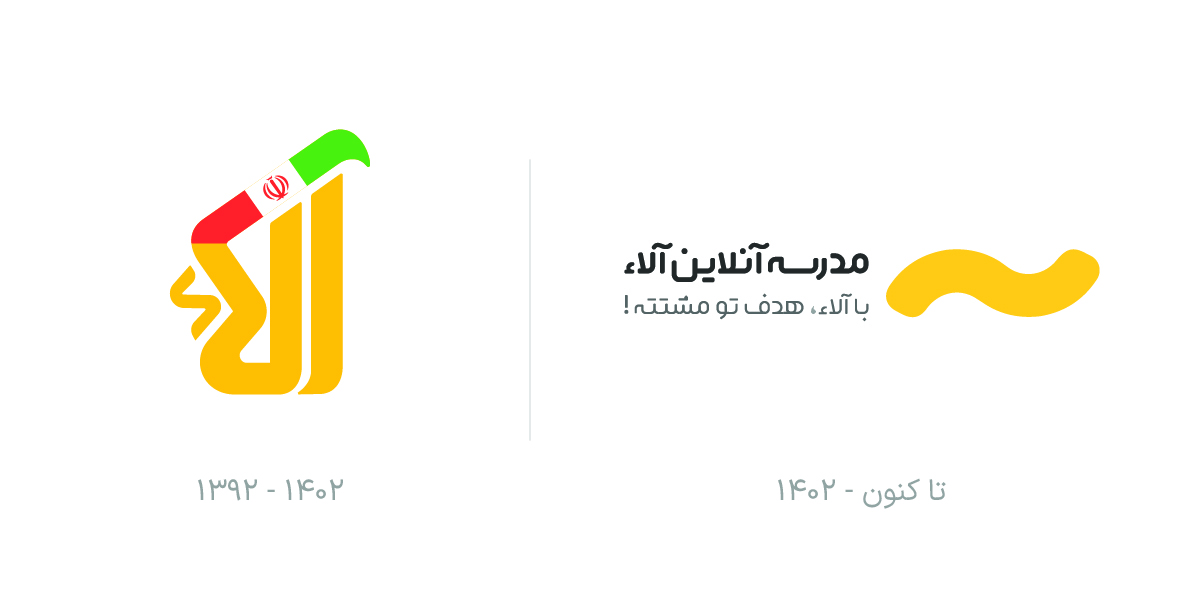
روند تغییر لوگوی آلاء

آلاء در ابتدای سال 1402 و به مناسبت ده‌سالگی خود از لوگو و شعار جدید خود رونمایی کرد. روابط عمومی آلاء علت این تغییر را ابراز صمیمیت و القای مفهوم شخصیتی آلاء به مخاطبان و همینطور آغازی جدید برای آلاء اعلام کرد.
مفاهیم اعلام شده برای لوگوی جدید آلاء نماد ~ به عنوان نماد حرف آ، اولین حرف آلاء و همینطور اولین حرف آموخته شده به دانش آموزان و آغازگر سوادآموزی آنها میباشد.

## مدرسه کنکور ایران
با شروع همه‌گیری بیماری کرونا در سال 1401، آلاء برنامه تلویزیونی مدرسه کنکور ایران را با شعار «پنجره‌ای یکتا رو به عدالت آموزشی» تهیه کنندگی و اجرا نمود و پخش این برنامه تلویزیونی در اسفند 1401 از شبکه آموزش سیما برای تمام دانش آموزان آغاز شد و هر روزه از ساعت 17:00 تا 20:30 شبکه آموزش را به خود اختصاص داده‌ بود.